# Capilla Anglicana (Las Palmas de Gran Canaria)
La capilla Anglicana o Holy Trinity Church (Iglesia de la Santa Trinidad) es una iglesia de Las Palmas de Gran Canaria, Canarias, España. Es un edificio historicista de autoría británica que se conecta formalmente con el gótico victoriano.

## Estructura
Se sitúa centrado en una parcela ajardinada y cerrada por una tapia coronada por una verja de hierro forjado. Unos pedestales de cantería enmarcan la entrada al jardín y de ahí al edificio: este se constituye por una sola nave con porche de acceso, cimborrio de planta cuadrada en el crucero y sacristía adosada. La planta de salón se divide en seis tramos por arcos apuntados que culminan en testero plano.
La cubierta, de madera, a dos aguas de par e hilera descansa sobre muros de carga con contrafuertes; el cimborrio, a cuatro aguas y al exterior, tejas francesas cuadrangulares.
El acceso es a través de un porche con arco doblado apuntado con triple ventana lateral, separada por pilarillos octogonales cubierta a dos aguas en madera. Los huecos, de arco apuntado con vidrieras policromas, abren en el paramento estucado. Las vidrieras instaladas en el templo fueron fabricadas en talleres ingleses, e incluso en algunos talleres alemanes con sede en el Reino Unido, como Mayer & Co., por encargo de la comunidad británica de la ciudad. Entre estas vidrieras artísticas de la capilla Anglicana de Las Palmas de Gran Canaria sobresalen la Vidriera del Buen Pastor y la Vidriera de la Ascensión, ambas realizadas por el taller Mayer & Co. (Múnich) en 1908, así como la Vidriera de Cristo Luz del Mundo, realizada por un taller inglés anónimo hacia 1916.
Algunas de estas vidrieras fueron realizadas por encargo de las familias residentes en las islas como recuerdo de algunos de sus familiares fallecidos. Así, la vidriera situada en la Capilla Mayor, dedicada a la imagen del Buen Pastor, fue encargada por uno de los benefactores más importantes de la comunidad británica en la isla, Sir Alfred L. Jones, en memoria de su madre. Por su parte, la hermosa Vidriera de Santa Cecilia, de estilo art decó, está dedicada a la poetisa y música Susan Frances Maud, esposa de Arthur Swinburne e hija de Sir John Muir Mackenzi KCSI, como reza la placa ubicada en la base de la misma.